# Высадка в Италии
Высадка в Италии (англ. Allied invasion of Italy) — боевые действия войск антигитлеровской коалиции в сентябре 1943 года на Апеннинском полуострове. Являлись частью Итальянской кампании, последовавшей вслед за успешной Сицилийской операцией. Основные действия происходили в Салерно (Operation Avalanche), Калабрии (Operation Baytown) и Таранто (Operation Slapstick).

## Предыстория

### Стратегия союзников
После разгрома войск стран «Оси» в Северной Африке у командования союзников не было единого мнения относительно того, куда следует наносить следующий удар. Уинстон Черчилль, в частности, был сторонником высадки в Италии, которую он называл «подбрюшьем Европы». После целого ряда тяжёлых военных поражений Италии и потери всех колоний народная поддержка фашистского режима Муссолини стала резко падать, поэтому Черчилль считал, что вторжение сможет «выбить» Италию из войны, и таким образом устранить влияние итальянского флота на Средиземном море, а значит, обезопасить средиземноморские морские пути. Это позволило бы облегчить снабжение союзных войск на Дальнем и Ближнем Востоке, а также увеличить количество союзных поставок в Советский Союз. Кроме того, операция в Италии могла обеспечить постоянный приток немецких войск к югу Европы. Тем самым будет уменьшено количество войск противника в Нормандии, что было особенно важно для союзников в преддверии операции «Оверлорд».
Однако, генерал Джордж Маршалл, как и многие другие в американском Генеральном штабе, не хотел проводить никаких операций, из-за которых могла бы быть отложена высадка в Нормандии. Когда же стало окончательно ясно, что по ряду причин вторжение союзников во Францию в 1943 осуществить будет невозможно, американцы согласились с Черчиллем. Также было решено, что для высадки на Сицилии будут использованы войска, задействованные в операциях в Северной Африке. 
Штаб-квартира Объединённого Союзного Командования отвечала за все сухопутные войска союзников на средиземноморском театре военных действий, она же несла ответственность за разработку плана вторжения и командование военными действиями на Сицилии и в материковой Италии.
Высадка союзных войск в Сицилии в июле 1943, также известная как операция «Хаски» оказалась очень удачной операцией, несмотря на то, что большой части итальянских и немецких войск удалось избежать окружения и эвакуироваться на материковую Италию. Потеря Сицилии и постоянные поражения итальянских войск привели к государственному перевороту, в результате которого Бенито Муссолини был отстранён от власти, что также явилось большой удачей для стран антигитлеровской коалиции. Новое итальянское правительство начало поиск контактов с Великобританией и США на предмет достижения мира. Военно-политическое руководство союзников верило, что быстрая высадка в Италии приведёт к её капитуляции и лёгким победам над немецкими войсками, которые окажутся «запертыми» во враждебной стране. Однако, союзники во многом просчитались — сопротивление итальянских и, тем более, немецких войск оказалось относительно сильным. Поэтому бои в некоторых районах Северной Италии продолжались даже после падения Берлина. Кроме того, после высадки союзники столкнулись с необходимостью снабжения захваченных территорий продовольствием и другими проблемами.

### План высадки

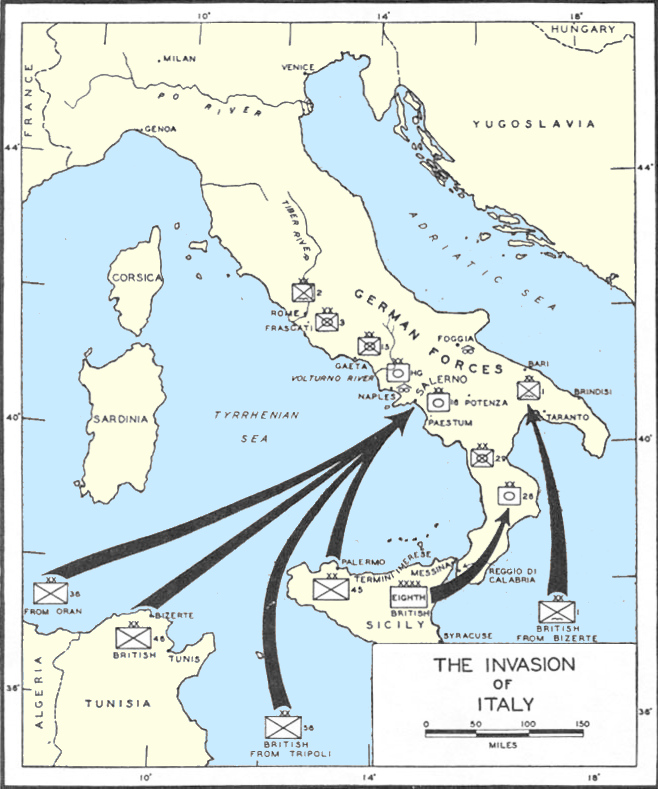
Карта боевых действий.

До высадки в Сицилии планы союзного командования предусматривали лишь пересечение мессинского пролива и ограниченное вторжение в район Таранто в «подошве» (Апеннинского полуострова) с последующим продвижением к «пятке» Италии, упреждая оборонные действия итальянцев и немцев. Однако, отстранение от власти Муссолини и фашистской партии в Италии сделали возможным осуществление более смелых и масштабных замыслов, поэтому в первоначальный план высадки была добавлена осада Неаполя. Предстояло выбрать между двумя возможными местами высадки возле Неаполя, одно в районе реки Вольтурно и другое в районе Салерно. Оба намеченных места были в радиусе досягаемости союзных истребителей, базировавшихся на сицилийских аэродромах. Выбор пал на район Салерно, так как он находился ближе к союзническим аэродромам, и был более удобным для высадки. В частности, рельеф дна в тех местах позволял десантным кораблям подойти ближе к берегу. Кроме того, совсем рядом с побережьем Салерно существовала хорошо развитая дорожная сеть, что было немаловажно для продвижения войск.
Операция «Бэйтаун» была запланирована как предварительный шаг в плане высадки 8-й британской армии генерала Бернарда Монтгомери. 8-я армия должна была отплыть из порта Мессины, пересечь мессинский пролив и высадиться на побережье Калабрии. Преимуществом данного варианта было то, что пересекаемый пролив был настолько узким, что десантные корабли могли проделать весь путь сами, без помощи больших военных судов. По плану, 5-я британская пехотная дивизия должна была высадиться на северной части «пятки» полуострова, в то время как 1-я канадская пехотная дивизия высаживалась в южной части, у мыса Спартивенто. Генерал Монтгомери был противником проведения этой операции, так как он считал, что её проведение будет означать нанесение удара в пустоту и приведёт лишь к бесполезной потере наступательного порыва войск. В операции предполагалось, что немцы дадут сражение в Калабрии, а если, как утверждал Монтгомери, они этого не сделают, то единственный эффект операции будет заключаться в том, что 8-я армия будет высажена в 550 км к югу от основного места высадки в Салерно. Произошло именно то, о чём предупреждал Монтгомери: немцы не дали сражения и ушли, оставив за собой разрушенные коммуникации. Из-за этого 8-й армии пришлось пройти 550 км к северу до Салерно, не встречая по пути никакого сопротивления, кроме созданных немцами инженерных препятствий.
Планы высадки воздушного десанта принимали различные формы, пока в конце концов не были отменены. Первоначальный план, предусматривающий высадку воздушного десанта на планерах в районе Салерно, развился в операцию «Грант», в которой десантники должны были захватить и удержать переправы через реку Вольтурно. Однако разработчики плана пришли к выводу, что снабжать высадившихся десантников будет невозможно, поэтому этот план был отвергнут и заменён на операцию «Грант II». По этому плану 82-я воздушно-десантная дивизия выбрасывалась на аэродромы возле Рима. Так как район высадки был достаточно удалён от мест высадки союзников на побережье, требовалось тесное взаимодействие с итальянскими войсками. Генерал Максвелл Тейлор был тайно послан в Рим для секретных переговоров с новым итальянским правительством по этому поводу. Вернувшись, Тейлор высказал своё мнение: с его точки зрения, высадившись возле Рима, десант попал бы в ловушку, поэтому, на его взгляд, операцию стоило отменить. Командование согласилось с ним и отменило высадку воздушного десанта в район Рима.

## Немецкая оборона
В середине августа немецкое командование назначило Эрвина Роммеля и возглавляемую им группу армий «В» ответственными за оборону северной части Апеннинского полуострова вплоть до Пизы. За южную Италию по-прежнему отвечала группа армий «Юг», возглавляемое Альбертом Кессельрингом. Основной военной силой, подчиненной южному командованию и Кессельрингу, стала сформированная 22 августа новая 10-я немецкая армия под командованием Генриха фон Фитингхофа. В состав этой армии входили два корпуса, имевшие в совокупности шесть дивизий, которые должны были удерживать места, где была возможна высадка союзников. Этими дивизиями являлись: танковая дивизия «Герман Геринг», 15-я и 29-я дивизии мотопехоты, 16-я, и 26-я танковые дивизии, а также 1-я парашютная дивизия. 16-я дивизия была размещена на холмах, возвышающихся над салернской равниной.

## Сражения

### Операции в южной Италии

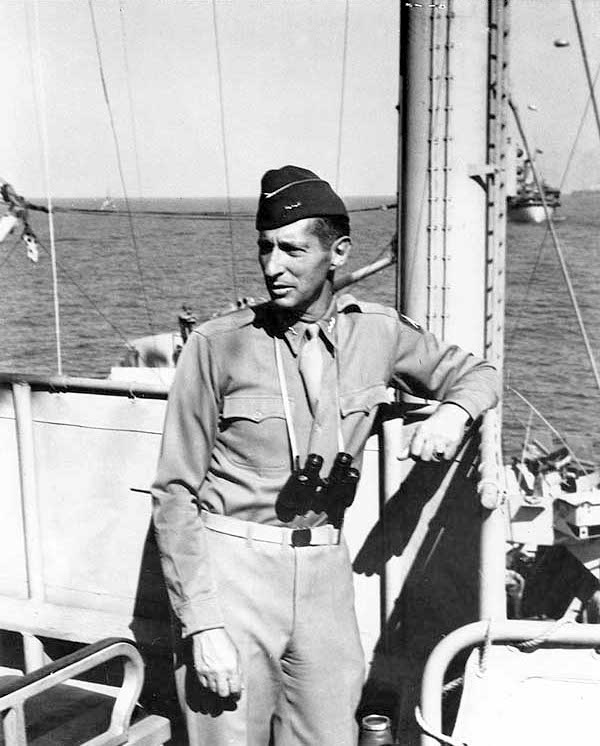
Генерал Марк Уэйн Кларк на борту корабля во время высадки в Салерно, 12 сентября 1943

#### Операция «Baytown»
Первыми союзническими войсками, высадившимися в Италии, был XIII армейский корпус 8-й британской армии генерала Монтгомери, состоящей из британских и канадских войск. 3 сентября при поддержке авиации и флота английские войска пересекли Мессинский пролив и высадились в юго-западной Калабрии, около города Реджо-ди-Калабрия. Сопротивление высадке было незначительным: итальянские войска сдались почти сразу, оставив один немецкий полк оборонять прибрежную полосу длиной в 27 км. Альберт Кессельринг и его штаб не верили в то, что масштабная высадка будет проведена в Калабрии, полагая, что более вероятные места высадки — район Салерно или даже севернее Рима. Именно поэтому Кессельринг приказал LXXVI танковому корпусу генерала Трауготта Херра вместо пребывания в боевой готовности заняться подрывом мостов. Таким образом, предсказания Монтгомери оказались верными: 8-я армия не смогла оттянуть немецкие войска к югу и единственными препятствиями, стоящими у неё на пути, были лишь условия местности и устроенные немцами разрушения (взорванные мосты и завалы на горных дорогах) и мины. К 8 сентября Кессельринг приготовил 10-ю армию Генриха фон Фитингофа для того, чтобы оказать отпор высадившимся союзникам.

#### Выход Италии из войны
8 сентября, перед основным вторжением на полуостров, Италия объявила о выходе из войны. В ответ на это германское командование отдало приказ о начале заранее запланированной на этот случай операции «Ось»: в Италию были введены дополнительные войска, переброшенные из Южной Франции и с Балканского полуострова, и немецкая армия начала разоружать итальянские части. На рассвете 9 сентября итальянское правительство во главе с королём бежало из Рима на самолёте в Бриндизи. Действия немецких войск были быстрыми и решительными: они направились в места расположения итальянских войск, чтобы разоружить их и занять выгодные позиции для обороны. Итальянская армия, не получившая чётких приказов командования на оказание сопротивления немцам, коллапсировала и вскоре была разоружена ими. Большинство (95%) итальянских солдат отказались сражаться на стороне немцев и были отправлены на работу в Германию в качестве военнопленных. Лишь некоторые небольшие подразделения итальянских вооруженных сил, преданных Муссолини, решили сохранить верность союзу с Германией. Военная техника, оружие и боеприпасы итальянской армии были захвачены немцами и использовались ими в ходе дальнейших боевых действий. Однако немцам не удалось захватить итальянский флот, который ушел на Мальту, чтобы сдаться союзникам. В результате этих событий немцы за короткое время установили полный контроль над территорией материковой части Италии, за исключением её южной части, захваченной  союзниками. Некоторые находившиеся на юге итальянские части, например, дивизия генерала Умберто Утили ( Umberto Utili ), стали сражаться вместе с союзниками против немцев, но в основном в течение последующих двух лет Италия стала полем битвы между упорно оборонявшимися немцами и наступавшими на север силами союзников.

#### Операция Slapstick
9 сентября началась операция «Слэпстик». В ходе этой операции 1-я британская воздушно-десантная дивизия при поддержке 12-го отряда крейсеров ВМФ Великобритании высадилась в Таранто, важной базе итальянского флота. Так как за день до того капитулировала Италия, а немецких войск в округе было немного, то англичане высадились прямо в порту, не проводя, таким образом, никакой наземной атаки. Сопротивление противника было слабым, поэтому город и порты были захвачены британцами относительно легко.

### Высадки в Салерно

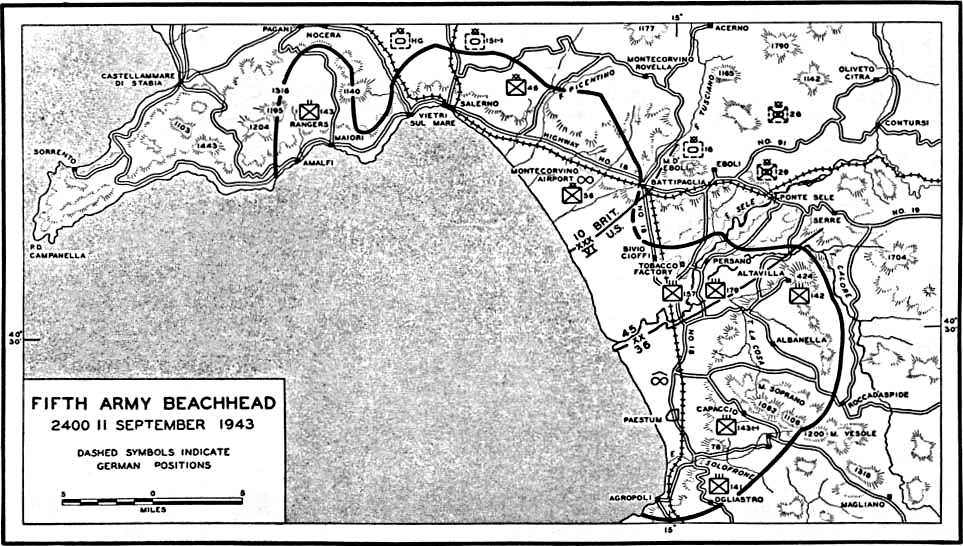
Карта района высадки в Салерно. 11 сентября 1943

Операция «Аваланч» — основное вторжение в Италию силами 5-й армии США, началось 9 сентября. С целью достижения внезапности было решено произвести захват города без предварительных морских и воздушных бомбардировок. Однако, как и предсказывали флотские командиры, эффект неожиданности не был достигнут. Когда первые части 36-й пехотной дивизии США высадились на побережье Пестума, из громкоговорителей было объявлено по-английски: «Подходите и сдавайтесь. Вы под прицелом.» Несмотря на это, союзные войска начали наступление.
10-й британский корпус, состоящий из 46-й и 56-й пехотных дивизий, а также отрядов лёгкой пехоты американских рейнджеров и коммандос 2-й британской бригады специального назначения, был по-разному встречен при высадке. Рейнджеры не встретили никакого сопротивления и удачно выполнили свою боевую задачу по захвату горных перевалов. Британские коммандос высадились при незначительном сопротивлении и быстро захватили Салерно. Двум пехотным дивизиям, однако, пришлось высаживаться при достаточно серьёзном сопротивлении, поэтому для успешной высадки пришлось бомбардировать прибрежный участок для высадки с моря. Глубина и интенсивность немецкого сопротивления вынудила британских командиров концентрировать свои силы, вместо того, чтобы спешить соединяться с американскими войсками на юге.
В Пестуме союзники столкнулись с определёнными препятствиями при высадке и продвижении, так как в районе высадки немцы создали развитые оборонительные позиции, состоявшие из пулемётных гнёзд, артиллёрии и рассеянных по прибрежной полосе танков. Хотя 36-я (техасская) дивизия ещё ни разу не была в бою и несмотря на то, что организация её высадки заняла довольно много времени, прибережные районы были успешно заняты. Около 7 часов утра началась немецкая контратака. Немцы атаковали силами 16-й танковой дивизии под командованием генерал-майора Рудольфа Зикениуса. Союзники понесли серьёзные потери, но немецкая атака была отбита мощным огнём корабельной артиллерии. На юге, 1-й батальон 141 пехотного полка увяз в боях, длившихся весь день и потерял радиосвязь с дивизией.
Так как между районами высадки англичан и американцев всё ещё сохранялся разрыв шириной в восемь километров, целиком находящийся в районе, отведённом для двух английских дивизий, то границы района действия 10-го корпуса были несколько скорректированы, чтобы позволить ему успешно проводить свои операции: большая часть незанятой зоны отошла к 6-му корпусу. Оба корпуса соединились к концу второго дня высадки и захватили прибрежную полосу длиной в 55-70 км и глубиной до 10-12 км.

### Немецкие контратаки
С 12 по 14 сентября немецкие войска предприняли контратаку силами шести моторизованных дивизий, стремясь сбросить закрепившихся на побережье Салерно американцев обратно в море до того, как те соединятся с 8-й британской армией. Американцы понесли серьёзные потери; их войска были сильно растянуты вдоль побережья, чтобы как-то сопротивляться сконцентрированным атакам. Весь 2-й батальон 143-й пехотной бригады 36-й дивизии был зажат между немецкими танковыми соединениями и фактически уничтожен.
На левом фланге, там где высадилась и спешила занять бывшую территорию 10-го корпуса 45-я пехотная дивизия США, немецким танковым соединениям также удалось достичь определённых успехов. 13 сентября правый фланг дивизии отступил, образовав выступ между двумя американскими дивизиями в месте слияния рек Селе и Калоре Лучано. Примерно в 6.5 километрах от места высадки, куда прибывали суда с войсками и снабжением, немецкие танки были остановлены огнём наземной и морской артиллерии, а также пехотными засадами, в которых сидели заменявшие пехоту артиллеристы.
Передовые части обеих дивизий отступили за реку Ла Казо, чтобы сократить длину оборонительной линии. Новый периметр обороны удерживался с помощью 82-й воздушно-десантной дивизии. Два батальона (1,800 парашютистов) 504-го парашютно-пехотного полка десантировались ночью 13 сентября в район высадки на побережье и сразу же двинулись укреплять правый фланг 6-го корпуса. На следующую ночь кризисная ситуация миновала, 505-й парашютный полк также десантировался на побережье и поддержал 504-й полк. 325-й пехотный полк, усиленный батальоном из 504-го полка высадился с моря 15 сентября.
14 сентября, поддерживаемые мощным огнём с моря (огонь по немецким танкам вели десятки боевых кораблей, вплоть до артиллерии главных калибров крейсеров «Филадельфия» и «Саванна») и артиллерией 5-й армии, получившие подкрепление и реорганизованные силы союзников отразили все попытки немцев найти слабое место в союзной обороне. Потери немцев, особенно в бронетехнике, были весьма ощутимы.  Весь день 15 сентября немецкие контратаки продолжались, однако уже в начале следующего дня стало ясно, что англо-американские войска слишком сильны и хорошо укреплены для того, чтобы их можно было сбросить назад в море. Поняв это, немецкий генерал фон Фитингоф приказал 10-й армии отступать в северном направлении под прикрытием умело организованных операций, задерживающих противника. 17 сентября патрули союзников обнаружили, что немцы отступили по всему побережью, и 18 сентября, после закрепления на недавно занятых позициях, 5-я армия США начала продвигаться на север.
Генерал Марк Уэйн Кларк был награждён Крестом за Выдающиеся Заслуги, второй по старшинству наградой за доблесть в бою, за своё командование войсками во время кризисной ситуации. Во время немецких атак его часто видели подбадривающим солдат на передовых позициях. Однако, с точки зрения историка Карло д’Эстэ, именно плохое планирование операции Кларком явилось причиной кризиса. Сам Кларк винил в кризисе медлительность 8-й армии и для таких обвинений имелись относительно законные основания — 9 сентября Монтгомери приостановил своё продвижение на два дня, чтобы дать 8-й армии возможность отдохнуть.

### Дальнейшее продвижение союзников
После того, как 5-я армия закрепилась на побережье, 19 сентября она начала наступать в направлении Неаполя. 82-я воздушно-десантная дивизия, понёсшая серьёзные потери у Альтавилла-Силентина была включена в состав 10-го корпуса. Она присоединилась к рейнджерам и 23-й танковой бригаде в обходе немецких укреплений в Носера, которые атаковала 46-я дивизия. 7-я бронетанковая дивизия, обошла 46-ю дивизию, и двинулась на захват Неаполя, в то время как только что высадившаяся 3-я пехотная дивизия 22 сентября захватила Ансерно, а 28 сентября — Авеллино.
8-я армия достаточно хорошо продвигалась вперёд, несмотря на инженерные препятствия, созданные немцами. 16 сентября она соединилась с 1-й воздушно-десантной дивизией на Адриатическом побережье. Она расположилась слева от дивизии и справа от 5-й армии. Продвигаясь вдоль побережья, 27 сентября силы 8-й армии захватили аэродромы возле Фоджа. Фоджа являлась важной целью для союзных войск из-за находившегося там комплекса аэродромов, которые дали бы союзной авиации возможность атаковать новые цели во Франции, Германии и на Балканах.
«Эскадрон А» Королевских Драгунов вошёл в Неаполь 1 октября (накануне немецкие войска, находящиеся в городе, были изгнаны оттуда начавшимся народным восстанием). К 6 октября 5-я армия вышла к линии реки Вольтурно. Эта линия являлась естественным оборонительным барьером, защищавшим Неаполь, Кампанийскую равнину и аэродромы от немецких контратак. Тем временем, на Адриатическом побережье 8-я армия продвинулась от Кампобассо к Ларино и Термоли, на реке Биферно.

## Результаты операции

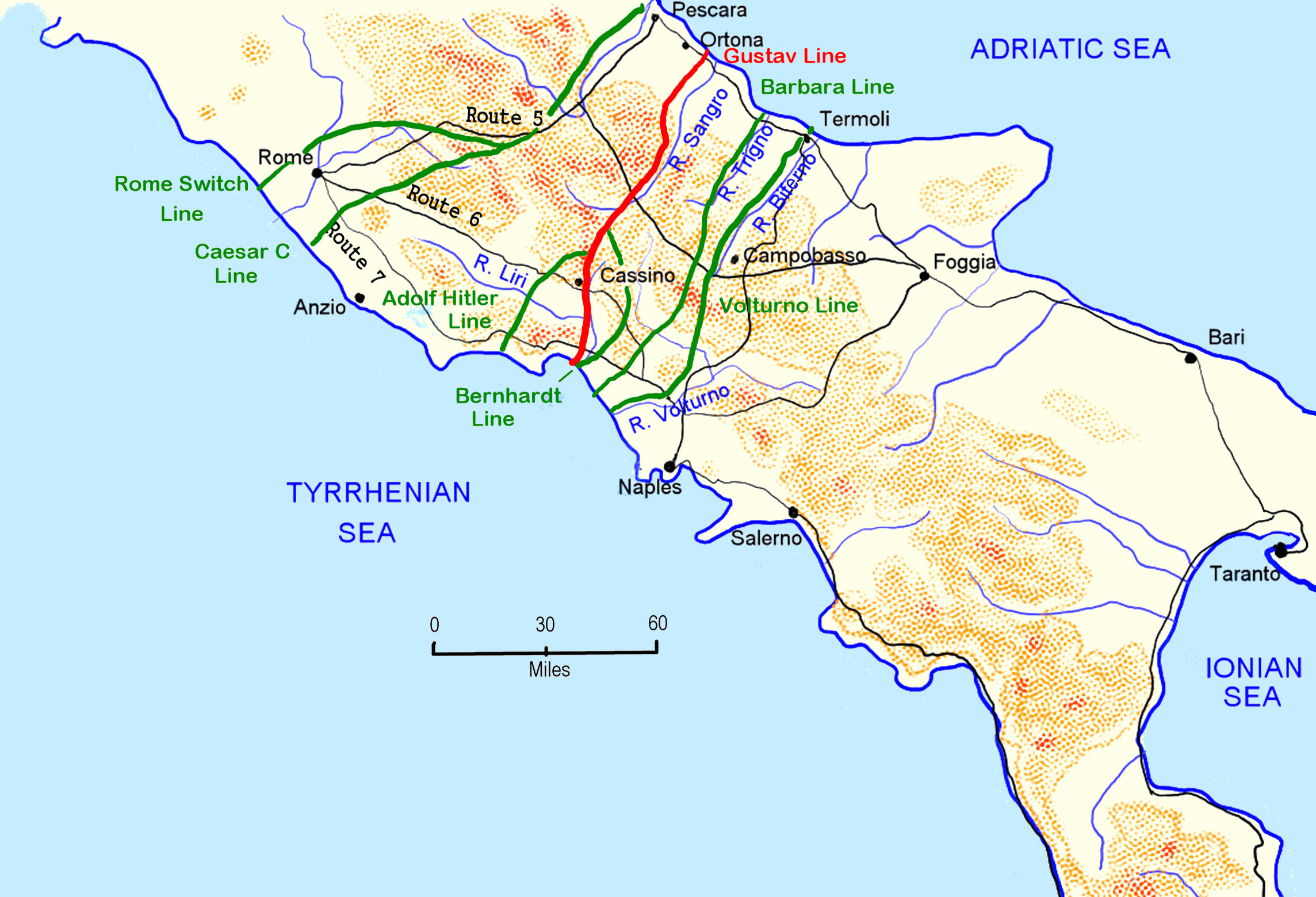
Карта немецких оборонительных укреплений к югу от Рима.

В ходе развернувшихся боев 10-я немецкая армия была близка к тому, чтобы выбить союзников из побережья Салерно. Несмотря на то, что немцы задействовали шесть танковых дивизий и мотопехоту, они всё же не располагали достаточными силами для того, чтобы сломить сопротивление союзников, особенно ввиду того, что те пользовались поддержкой с моря. На руку союзникам сыграло также и то, что Адольф Гитлер придерживался того же мнения, что и командующий группой армий в Северной Италии, фельдмаршал Эрвин Роммель: по их мнению, оборона Италии к югу от Рима не являлась стратегическим приоритетом. В результате, командующему группой армий в южной Италии, фельдмаршалу Альберту Кессельрингу было запрещено использовать резервы из северной группы армий.
Последующий успех 10-й армии в нанесении урона союзникам и стратегические аргументы Кессельринга заставили Гитлера изменить своё мнение. Он согласился, что необходимо держать союзников как можно дальше от немецких границ и нефтяных ресурсов Балкан. 6 ноября Гитлер выслал Роммеля контролировать возведение оборонительных укреплений в Северной Франции и передал Кессельрингу командование всеми войсками в Италии, с указанием удерживать Рим в немецких руках как можно дольше.
В начале октября, вся южная Италия была в руках союзников и их армии стояли перед «Линией Вольтурно» — первой из нескольких линий немецких оборонительных укреплений, целью которых было ослабление и задержка союзных войск и выигрыш времени для того, чтобы приготовить главную линию обороны — «Зимнюю линию» — сильнейшее укрепление нацистов к югу от Рима. Следующий этап Итальянской кампании стал для союзных армий изнурительной, тяжёлой борьбой против умелого и опытного противника, укрывающегося в хорошо спланированных укреплениях на пересечённой местности, подходящей для обороны и совсем не подходящей для наступления. Эти факторы во многом свели на нет преимущество союзников в снабжении и в воздухе. Прорыв «Линии Вольтурно», «Линии Барбара» и «Линии Бернхардт» закончился к середине января 1944 и перед союзниками предстала «Линия Густава» — первое из укреплений «Зимней линии». Союзным войскам предстоял кровавый прорыв этой линии и связанные с ним четыре битвы за Монте-Кассино, которые произойдут между январём и маем 1944 г.